# Archaeochlus brevis
Archaeochlus brevis är en tvåvingeart som beskrevs av James E. Sublette och Wirth 1980. Archaeochlus brevis ingår i släktet Archaeochlus och familjen fjädermyggor. Inga underarter finns listade i Catalogue of Life.